# Reaktor z rdzeniem usypanym

Schemat budowy reaktora z rdzeniem usypanym.

Reaktor z rdzeniem usypanym (również: reaktor z łożem usypanym, ang. pebble bed reactor, PBR) – rodzaj reaktora jądrowego, w którym rdzeń stanowi stos „usypanych” elementów paliwowych – kul zawierających paliwo jądrowe, np. TRISO. Takie rozwiązanie techniczne stosowane jest w wysokotemperaturowych reaktorach chłodzonych gazem (HTGR). Pierwszym na świecie reaktorem HTGR z rdzeniem usypanym był AVR, uruchomiony w 1966.

## PBMR
Koncepcyjną odmianą takiego reaktora jest modułowy reaktor z rdzeniem usypanym (ang. pebble bed modular reactor, PBMR/MPBR). Jego wyróżnikami jest modułowość, kompaktowość i bezobsługowość, tj. umieszczenie całego oprzyrządowania i orurowania reaktora wewnątrz zamkniętego zbiornika – modułu.
W powiązaniu z technologią wysokotemperaturową określany był także jako Modular HTGR (MHTGR).
Idea reaktorów PBMR została spopularyzowana w latach 90. XX wieku przez południowoafrykański projekt PBMR, który w 2009 został porzucony.